# Cá trác đuôi dài
Cá trác đuôi dài hay cá sơn thóc, cá bã trầu, cá thóc, cá thóc đỏ, cá mắt kiếng, cá mắt đỏ, cá trao tráo, cá thao láo (Danh pháp khoa học: Priacanthus tayenus) là một loài cá thuộc họ Cá trác (Priacanthidae) phân bố ở vùng biển bắc Ấn Độ Dương và tây Thái Bình Dương.

## Đặc trưng
Thân sâu vừa phải, thuôn dài vừa phải và dẹp hai bên. Mặt cắt phần trước hơi bất đối xứng, đoạn tận cùng của phần lồi ra của hàm dưới thường nằm hơi cao hơn một chút so với đường chia đôi thân. Các răng nhỏ trên hàm dưới, xương lá mía, vòm miệng và xương hàm trên. Các gai khá phát triển ở góc về phía xương tiền nắp mang. Tổng số lược mang trên cung mang thứ nhất từ 21 tới 24. Vây lưng với 10 gai và 11-13 tia vây mềm. Vây hậu môn với 3 gai và 12-14 tia vây mềm. Vây đuôi bị cắt cụt nhiều hay ít ở các mẫu kích thước nhỏ, nhưng trở thành hình lưỡi liềm ở tất cả các mẫu kích thước lớn (có lẽ là cá đực). Tia vây ức: 17-19. Vảy nhỏ che phủ phần lớn thân, đầu và gốc vây đuôi. Vảy bị biến đổi; các vảy của khu vực giữa đường bên với miền phía sau nâng cao bị suy giảm và thiếu gai nhỏ ở các mẫu có kích thước lớn. Vảy trong dãy đường bên 56-73; vảy đường bên rỗng 51-67. Các hàng vảy đứng (từ gốc vây ngực tới hậu môn) 40-50. Bong bóng với các phần lồi ra ở cả phần trước và sau, phần lồi phía trước gắn với hốc bị biến đổi trong hộp sọ. Màu thân, đầu và đồng tử mắt màu từ hồng tới ánh đỏ hay trắng bạc nhuốm màu hồng; các vây màu ánh hồng; vây chậu với các đốm nhỏ màu tía sẫm hay mực đen đặc trưng ở các màng với 1 hoặc 2 đốm lớn hơn ở màng liên kết với bụng.

## Kích thước
Là loài cá nhỏ, chiều dài tổng cộng tối đa khoảng 29–35 cm. Chiều dài phổ biến khoảng 25 cm..

## Môi trường sống, sinh học và nghề cá
Sinh sống trong vùng nước duyên hải ở cả gần rạn san hô đá (chủ yếu) và đôi khi là vùng biển khơi hơn, ở độ sâu 20–200 m (hoặc hơn) . Cá trưởng thành dường như chỉ đôi khi tụ tập và là tương đối phổ biến theo chu kỳ trong các mẻ lưới rê trên biển Andaman và biển Đông. Cá mới nhập bầy thường có chiều dài tổng cộng khoảng 12 cm, và đạt chiều dài tới 24 cm vào năm sau. Được đưa ra thị trường ở dạng cá tươi, cá khô cũng như dạng cá viên.

## Phân bố
Trong vùng nước mặn duyên hải miền bắc Ấn Độ Dương, từ vịnh Persia về phía đông và ở tây Thái Bình Dương từ miền bắc Australia, biển Arafura và quần đảo Solomon về phía bắc tới Đài Loan.

## Ẩm thực tại Việt Nam
Tại Việt Nam loài cá biển này chủ yếu được dùng làm thực phẩm chủ yếu ở dạng cá tươi. Đây là một loại đặc sản của Miền Trung Việt Nam. Đôi khi, do tên gọi "cá bã trầu" của nó mà người ta nhầm lẫn nó với một loài cá khác là cá nhỏ chỉ dài 4–7 cm, sống trong môi trường nước ngọt, với tên gọi chính thức là cá bãi trầu, chủ yếu chỉ được nuôi làm cá cảnh.
Thịt cá dai, ít mùi tanh, lớp da có cảm giác nhám. Đối với những con cá bã trầu lớn có màu đỏ toàn thân, nặng khoảng từ 150 - 200 gam trở lên, đầu và thân dẹp, miệng rộng, thịt thơm, ngọt. Người ta hay chọn mang cá màu đỏ hồng, cỡ 200 gam/con trở lên, cá lớn thịt mới ngon.
Đây là loại cá dùng nấu bánh canh, một món dân dã thường dùng trong gia đình và phần lớn để chiêu đãi những người thân quen từ xa đến ngoài ra, cá bã trầu thường được những bà nội trợ mua về nấu nồi canh chua giải nhiệt cho cả nhà hay nướng trên bếp than. Cá bã trầu tươi dong, mua về chỉ cần lấy mang cá bỏ đi, rửa sạch, để ráo rồi xẻ dọc một bên men theo đường xương cá, xẻ sao cho phía bên kia vẫn liền để gia vị không bị chảy ra sau đó đem nướng.
Khi nấu bánh canh, người ta chọn những con cá còn tươi, sau khi làm sạch, cho cá vào nồi nước sôi luộc, cá chín vớt ra bóc hết lớp da bên ngoài bỏ đi, chỉ lấy phần thịt. Ướp thịt cá với hành tím bột ngọt, nước mắm, tiêu bột sau đó phi dầu nóng cho cá vào tao đều. Một điểm đặc biệt khi nấu bánh canh cá bã trầu là không nên đổ nước luộc cá đi mà dùng để nấu nước lèo sẽ có vị rất ngọt. Sau khi thịt cá đã săn và thấm gia vị, đổ nước luộc cá vào, đun sôi lên.
Cà bã trầu thân thuộc với người dân cho nên có câu vè:
Chim chìa vôi bay ngang đám thuốc
Con cá bã trầu lội tuốt mương cau
Và có hẳn mô tả nhận dạng của cá bã trầu: 
Đỏ màu bó xác là cá bã trầu